# John Manley (homme politique canadien)
Pour les articles homonymes, voir John Manley et Manley.
John Paul Manley, né le 5 janvier 1950 à Ottawa (Ontario), est un avocat, homme d'affaires et politique canadien, membre du Parti libéral du Canada et ministre fédéral entre 1995 et 2003.

## Biographie

### Carrière au Cabinet
Il a servi sous le cabinet de Jean Chrétien de 1993 à 2003. Premièrement assermenté Ministre de l'Industrie, il devint ministre des Affaires étrangères après l'élection de 2000. 
En janvier 2002, John Manley est devenu vice-premier ministre. Il avait la responsabilité exclusive de formuler la réponse du Canada après les attaques terroristes du 11 septembre 2001. C'est grâce à son excellence dans ce rôle qu'il fut nommé par le magazine TIME Canada "Vedette média de l’année" en 2001.
Après le départ de Paul Martin du cabinet de Jean Chrétien en mai 2002, il devint également ministre des Finances.

### La course au leadership libéral de 2003
Lorsque Jean Chrétien a annoncé sa décision de prendre sa retraite (souvent associé aux tentatives de se faire remplacer par son rival Paul Martin), Manley a annoncé ses intentions de se présenter dans la course au leadership du Parti libéral du Canada.  Sa compétition venait surtout de Martin, bien qu'il devait aussi affronter la ministre du patrimoine Sheila Copps.  Brian Tobin et Allan Rock ont aussi joué avec l'idée de se présenter.  Depuis le début, il fut évident que Martin avait une avance considérable, surtout parce que Martin faisait campagne depuis sa défaite de 1990 face à Jean Chrétien et à sa remarquable remise en main des finances publiques.  Manley a tenté de faire campagne au niveau de l'éthique, attaquant Martin qui refusait de divulguer ses contributeurs politiques.  Cette tactique, qui a prouvé ineffective, puisque Manley est resté à peu près à 25 % dans les sondages d'opinions.  Voyant sa défaite inévitable, Manley s'est retiré de la course le 22 juillet 2003, concédant la victoire à Paul Martin et lui donnant son appui.  
Avec l'arrivée de Paul Martin au pouvoir, il a pris sa retraite de la vie politique.

### Son idéologie politique
Malgré son appartenance libérale, Manley est souvent vu comme un politicien de la droite de son parti, étant plutôt fiscalement conservateur.  Par contre, son seul budget en 2003 incluait beaucoup de nouvelles dépenses.  
Manley est de la même ligne que Chrétien dans plusieurs politiques, surtout celles de l'expansion de l'aide internationale et l'amélioration de "l'économie des connaissances".
Manley est aussi un républicain qui favorise l'abolition de la monarchie du Canada. Ce point de vue lui a causé quelques problèmes lorsqu'il a dû réitérer sa position devant un journaliste lorsque la reine faisait une visite de 12 jours au Canada.  

### Après la vie politique
Le 30 juin 2025, il est nommé compagnon de l'Ordre du Canada,.